# Myrmarachne peckhami
Myrmarachne peckhami là một loài nhện trong họ Salticidae.
Loài này thuộc chi Myrmarachne. Myrmarachne peckhami được Carl Friedrich Roewer miêu tả năm 1951.